# Simon Kapwepwe
Simon Kapwepwe, född den 12 april 1922 i Chinsali, Nordrhodesia, död den 26 januari 1980 i Chinsali, Zambia, var en zambisk politiker.

## Biografi
Kapwepwe gick i skola först i Chinsali och sedan i Lubwa innan han 1944 började arbeta vid byggnadskontoret. Han fortsatte sedan 1945 som lärare vid grundskolan i Lubwa. I september 1947 flyttade han, tillsammans med Kenneth Kaunda och John Malama Sokoni, till Tanganyika för att söka arbete. I juni 1948 blev han biträdande kurator vid den lokala förvaltningen i Kitwe och sedan vid grundskolan Wusakile i Kitwe.

### Kamp för självständighet
På grund av missnöje med kolonialpolitiken i Nordrhodesia blev Kamwepwe 1948 en av grundarna av Northern Rhodesia African Congress. Denna fick snart benämningen African National Congress (ANC) under ledning av Harry Nkumbula.
När har i januari 1955, efter några år i Indien, återvände till Nordrhodesia hade ANC-ledarna fängslats för att ha distribuerat subversiv litteratur, blev han utsedd till tillförordnad ledare för ANC:s norra distrikt.
Efter interna stridigheter bröt sig Kapwepwe och Kaunda i oktober 1958 ur ANC och bildade Zambia African National Congress (ZANC). Detta parti förklarades olagligt i mars 1959 och dess ledare isolerades, varför Kapwepwe skickades till Mongu i Barotseland. Med dessa ledare satt ur spel ombildades partiet till United National Independent Party (UNIP), och de förvisade ledarna gick in i det nya partiet.
År 1960 deltog Kapwepwe och Kaunda i en federal översynskonferensen i London, tillsammans med Mainza Chona och Harry Nkumbula. Konferensen innebar början till slutet av Centralafrikanska federationen, och lade grunden fill självständighet för Zambia och Malawi.

### Efter självständigheten
Kapwepwe invaldes i landets parlament 1962. Han fick först posten som inrikesminister, men blev utrikesminister 1964 – 67 och under den tiden anklagade han den brittiska regeringen för att 1965 ha underlåtit att ingripa efter Rhodesias ensidiga självständighetsförklaring av Ian Smith, ledaren för Rhodesian Front.
Trots deras vänskap från barndomen, Kapwepwe och Kaunda glidit isär efter att ha lett Zambia till självständighet. År 1967 ledde Kapwepwe ett uppror inom UNIP. Han stod mot Reuben Kamanga och vann posten som ställföreträdande ledare för UNIP. Som en följd av detta utsåg Kaunda honom till posten som vicepresident, som han uppehöll 1967 – 70.
År 1971 bildade han oppositonspartiet United Progressive Party och bröt därmed öppet med president Kaunda. Han fängslades 1972, men frigavs redan följande år.
Kapwepwe lämnade politiken för att leva på sin gård i Chinsali. I en anda av nationell enighet, bad dock Kaunda honom att återvända till UNIP i september 1977, vilket han gjorde. För att pröva sin dåvarande väns uppriktighet, ställde Kapwepwe 1978 upp för UNIP som presidentkandidat mot Kaunda. Han diskvalificerades emellertid efter ändringar i UNIP:s stadgar varpå han gick i pension för gott från politik och återvände till Chinsali.
Kapwepwe avled den 26 januari 1980 efter att ha drabbats av en stroke två dagar tidigare.